# Frontière en flammes
Pour plus de détails, voir Fiche technique et Distribution.
Frontière en flammes (titre original : Welcome to Hard Time) est un western américain réalisé par Burt Kennedy et sorti en 1967.

## Synopsis
Dans une ville du Far West appelée "Hard Times", le maire Will Blue, peu courageux, ne protège pas assez les habitants contre les méfaits d'un criminel impitoyable qui impose sa loi.

## Fiche technique
- Titre original : Welcome to Hard Time
- Réalisation : Burt Kennedy
- Scénario : Burt Kennedy d'après le roman éponyme de E. L. Doctorow
- Musique : Harry Sukman
- Montage : Aaron Stell
- Durée : 103 minutes
- Distribution : MGM
- Date de sortie : 1er mai 1967 ( États-Unis)

## Distribution
- Henry Fonda : Will Blue
- Janice Rule : Molly Riordan
- Keenan Wynn : Zar
- Janis Paige : Adah
- John Anderson : Ezra Maple / Isaac Maple
- Warren Oates : Leo Jenks
- Fay Spain : Jessie
- Edgar Buchanan : Brown
- Aldo Ray : Man from Bodie
- Denver Pyle : Alfie
- Michael Shea (en) : Jimmy Fee
- Arlene Golonka : Mae
- Lon Chaney Jr. : Avery
- Royal Dano : John Bear
- Alan Baxter : Jack Millay
- Paul Birch : Mr. Fee
- Dan Ferrone : Bert Albany
- Paul Fix : Munn
- Elisha Cook Jr. : Hanson